# Wenquan (socken i Kina, Shandong, lat 37,36, long 120,44)
Wenquan (kinesiska: 温泉街道, 温泉) är en socken i Kina. Den ligger i provinsen Shandong, i den östra delen av landet, omkring 320 kilometer öster om provinshuvudstaden Jinan. Antalet invånare är 50 778. Befolkningen består av 25 318 kvinnor och 25 460 män. Barn under 15 år utgör 14,0 %, vuxna 15-64 år 77 %, och äldre över 65 år 8,0 %.
Genomsnittlig årsnederbörd är 801 millimeter. Den regnigaste månaden är juli, med i genomsnitt 317 mm nederbörd, och den torraste är januari, med 11 mm nederbörd.